# Stazione di Cambrai-Ville
La stazione di Cambrai-Ville (in francese Gare de Cambrai-Ville) è la principale stazione ferroviaria di Cambrai, Francia.